# Черна-Сат
Черна-Сат (рум. Cerna-Sat) је једно од осам села општине Падеш у округу Горж у Румунији.

## Етимологија
Село је добило име по истоименој реци Черни у чијој се долини налази село, а реч sat значи село у преводу са румунског.

## Демографија
Према попису из 2011. године у Черна-Сат је живело 76 становника што је за 49 (39,20%) мање у односу на 2002. када је на попису било 125 становника. Према попису из 2002. сви становници села били су Румуни.
| Етнички састав према попису из 2002.‍ | Етнички састав према попису из 2002.‍ | Етнички састав према попису из 2002.‍ | Етнички састав према попису из 2002.‍ | Етнички састав према попису из 2002.‍ |
| ------------------------------------ | ------------------------------------ | ------------------------------------ | ------------------------------------ | ------------------------------------ |
|                                      |                                      |                                      |                                      |                                      |
| Румуни                               | Румуни                               |                                      | 125                                  | 100%                                 |